# كارلوس ميخيا
كارلوس ميخيا (بالإسبانية: Carlos Adonys Mejía) هو لاعب كرة قدم هندوراسي، ولد في 2000 في لا سيبا في هندوراس. لعب مع نادي بيدا.